# سوخت مایع
سوخت مایع (انگلیسی: Liquid fuel) مولکول‌های قابل احتراق یا تولیدکننده انرژی می‌باشند که برای تولید انرژی مکانیکی یا انرژی جنبشی مورد استفاده قرار می‌گیرند. این سوخت‌ها به صورت مایع غیرقابل اشتعال می‌باشند و بخار این سوخت‌ها، قابل اشتعال است. سوخت‌های مایع به صورت انبوه اغلب از سوخت‌های فسیلی مشتق می‌شوند، با این وجود، انواع مختلفی چون سوخت‌های هیدروژنی، اتانول و بیودیزل نیز وجود دارند که از سوخت‌های فسیلی گرفته نمی‌شوند، ولی به عنوان سوخت مایع دسته‌بندی می‌گردند. سوخت‌های مایع در مجموع نقش مهمی در حوزه‌های حمل و نقل و اقتصاد دارند و اغلب با سوخت‌های جامد و سوخت‌های گازدار مقایسه می‌شوند.